# 比斯罗勒
比斯罗勒（法語：Busserolles，法語發音：[bysʁɔl]）是法国多尔多涅省的一个市镇，位于该省北部，和夏朗德省及上维埃纳省接壤，属于农特龙区。

## 地理
比斯罗勒（45°40'35"N, 0°38'32"E）面积32.46 平方千米，位于法国新阿基坦大区多爾多涅省，该省份为法国西南部内陆省份，是法國本土面积第三大的省，大致对应佩里戈尔地区，北起顺时针与夏朗德省、上维埃纳省、科雷兹省、洛特省、洛特-加龙省、吉倫特省和滨海夏朗德省接壤。
与比斯罗勒接壤的市镇（或旧市镇、城区）包括：埃屈拉、鲁西讷、比西耶尔巴迪勒、尚涅和雷亚克、塔杜瓦尔河畔迈索奈、皮耶居-普吕维耶、圣埃斯泰夫。
比斯罗勒的时区为UTC+01:00、UTC+02:00（夏令时）。

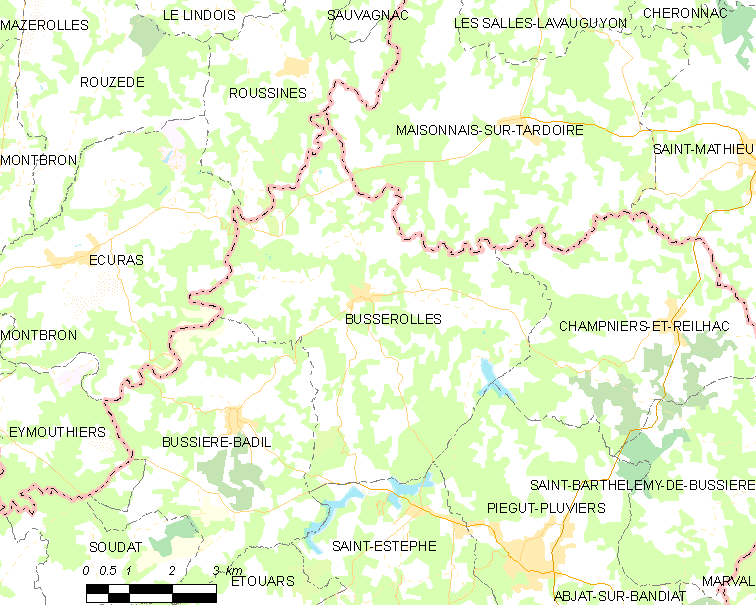
比斯罗勒的OSM定位图

## 行政
比斯罗勒的邮政编码为24360，INSEE市镇编码为24070。

## 政治
比斯罗勒所属的省级选区为农特龙绿色佩里戈尔县。

## 交通
多尔多涅省省道D88线、D90线和D699线在境内交汇。

## 人口

1962-2008年间比斯罗勒人口变化图示

比斯罗勒于2022年1月1日时的人口数量为505人。